# Estádio da Zona Sul
Estádio da Zona Sul (oficjalna nazwa Estádio Raul Oliveira) – stadion piłkarski, w Santo Ângelo, Rio Grande do Sul, Brazylia, na którym swoje mecze rozgrywa klub Sociedade Esportiva e Recreativa Santo Ângelo.

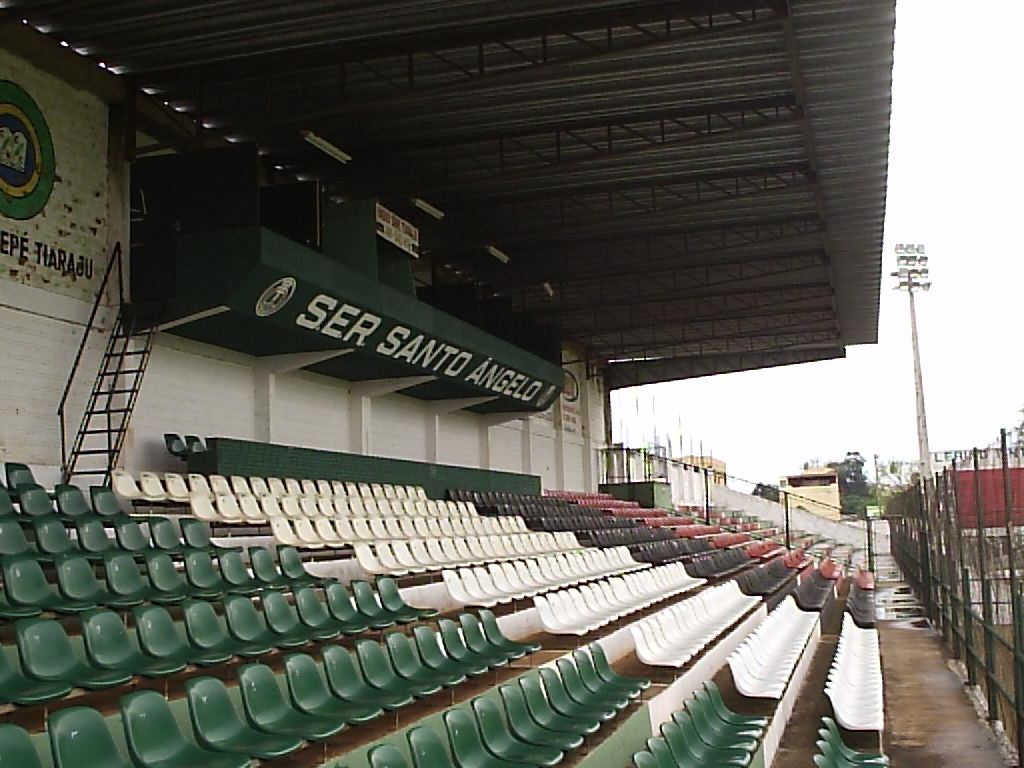
Trybuna główna obiektu
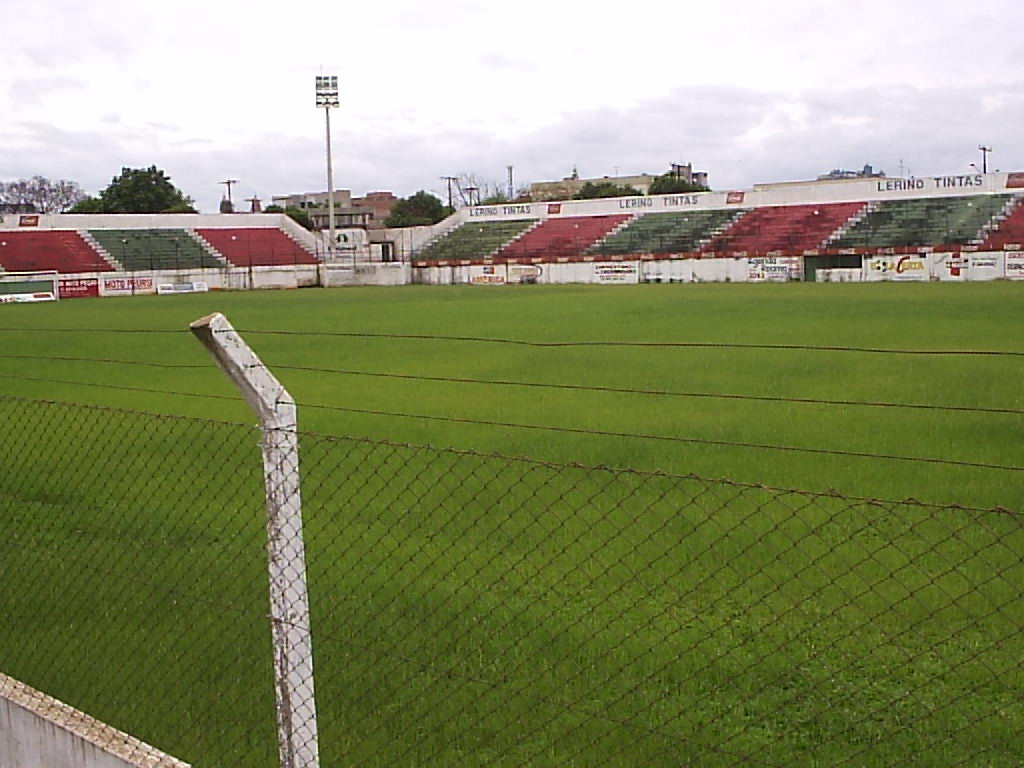
Murawa na Estádio da Zona Sul